# Hyperaspidius transfugatus
Hyperaspidius transfugatus är en skalbaggsart som beskrevs av Thomas Casey 1899. Hyperaspidius transfugatus ingår i släktet Hyperaspidius och familjen nyckelpigor. Inga underarter finns listade i Catalogue of Life.